# Casa de Juan Montes Hoyo
La Casa de Juan Montes Hoyo, comúnmente denominada Casa La Pilarica es un edificio modernista emplazado en la avenida Reyes Católicos del Ensanche Modernista de la ciudad española de Melilla, que es un Bien de Interés Cultural.

## Historia

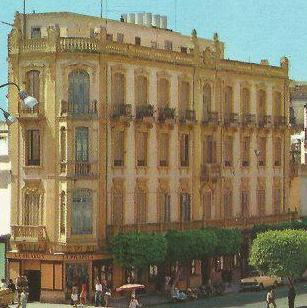

El 9 de octubre de 1909 se otorgan los solares 84 y 85 del Barrio Reina Victoria a Juan Montes Hoyo por el General Presidente de la Junta de Arbitrios Pedro del Real y este lo utiliza  como almacén de materiales de construcción, denominado La Industria y levantando un edificio de dos plantas de su propiedad que utilizó como ferretería y vivienda de su familia según proyecto del capitán de ingenieros Eusebio Ballester del 10 de marzo de 1910, y revisado por el técnico Emilio Alzugaray, será autorizado el 25 de abril del mes siguiente. Las obras costaron 55 000 pesetas y se le añadieron detalles vegetales que no figuraban en el proyecto librándose el certificado de habitabilidad por el ingeniero de la Junta José de la Gándara el 15 de abril de 1911.
En el sótano, almacén de la ferretería se produjo un incendio a primera hora de la mañana del 1 de abril de 1913.
En junio de 1928 Nieto redacta su ampliación con dos nuevas plantas rubricada y autorizada a mes siguiente por el técnico municipal Mauricio Jalvo Millán, reforzándose los elementos sustentantes inferiores, se alzan los dos nuevos pisos, también es redactado y autorizado un nuevo proyecto a principios de diciembre de adición retranqueada de cuartos lavaderos y una pequeña vivienda en la azotea, acabándose  las obras sobre 1929 por valor de 120 000 pesetas.
Felipe Pueyo Taus compra el edificio en 1935 instalando el almacén de tejidos y confecciones “La Pilarica” que da nombre al edificio.

## Descripción

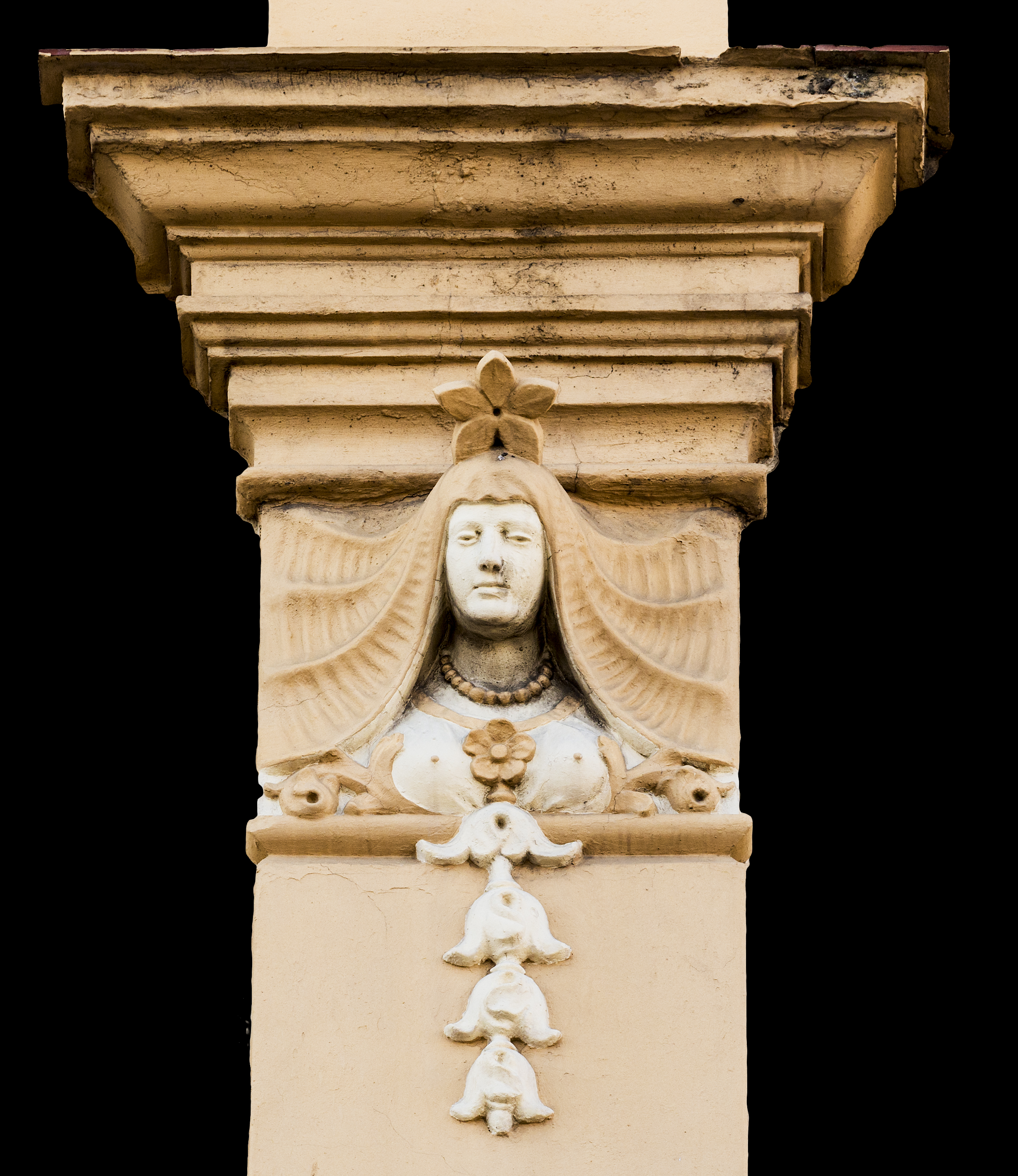
Relieve busto femenino sobre pilastra.

Consta de planta baja y tres plantas, más los cuartillos de la azotea, construido con paredes de mampostería de piedra local y ladrillo macizo, con vigas de hierro y bovedillas del mismo ladrillo. Su fachada principal cuenta con unos bajos muy reformados, situándose en el centro la puerta de acceso al portal, sobre la que se sitúa un balcón, flanqueado por balconadas con balaustradas, tapadas por árboles, las siguientes plantas poseen balcones de las siguientes de rejerías no muy ornamentales y con curiosas molduras sobre los dinteles de las ventanas, que en la planta principal enmarcan guirnaldas, descatándo también el mirador en las dos primeras plantas del chaflán entre la avenida Reyes Católicos con La Avenida y la avenida Reyes Católicos y el chaflán ente la avenida Reyes Católicos y la calle Severo Ochoa y las pilastras que limitan los paños de las fachadas, finalizando en pináculos, hoy perdidos.